# Bitva u mysu Esperance
Bitva u mysu Esperance byla jednou z námořních bitev druhé světové války v Pacifiku mezi japonským a americkým námořnictvem. Někdy je nazývána též jako druhá bitva u ostrova Savo. Odehrála se v noci z 11. na 12. října 1942 v průlivu mezi Guadalcanalem a ostrovem Savo.
Po vylodění spojenců na Guadalcanalu 7. srpna 1942 bylo jejich hlavní snahou zprovoznit Hendersonovo letiště, pomocí kterého by mohli ovládnout vzdušný prostor nad Šalomounovými ostrovy. Už 15. srpna z tohoto letiště mohly operovat letouny.
Dne 11. října vyplul z Rabaulu svaz pod velením kontradmirála Aritomo Gotó, který byl určen jako krytí konvoje s posilami a zásobami pro Guadalcanal. Gotóův svaz byl složen z těžkých křižníků Aoba, Furutaka a Kinugasa a torpédoborců Hacujuki a Fubuki. U mysu Esperance u severozápadního pobřeží Guadalcanalu křižoval americký svaz lodí pod velením kontradmirála Normana Scotta, který měl za úkol chránit zásobovací konvoj, který dopravil zásoby ke Guadalcanalu. Byl složen z těžkých křižníků USS San Francisco a USS Salt Lake City, lehkých křižníků USS Boise a USS Helena a torpédoborců USS Buchanan, USS Duncan, USS Laffey, USS Farenholt a USS McCalla.
Před půlnocí na 12. října 1942 oznámil vzdušný průzkum výskyt japonských jednotek 100 mil (160 kilometrů) severně od mysu Esperance. Velitel amerického svazu admirál Norman Scott spočítal, že nepřítel by měl dosáhnout ostrova Savo okolo půlnoci. A byl rozhodnut být tam první. Japonský krycí svaz, vedený vlajkovou lodí Aoba s kontradmirálem Gotó na palubě, mířil na nepřítele plnou rychlostí 33 uzlů. Přibližující se japonské lodě přivítala palba z USS Helena. Další lodě se ihned připojily a křižník Aoba byl zasažen a vážně poškozen. Na palubě přišel o život i kontradmirál Gotó. Ostatní lodě Gotóova svazu provedly obrat, aby opustily bojiště. Furutaka a Fubuki však neměly takové štěstí. Obě lodě se potopily. Scottovy lodě však také nebyly ušetřeny. Boise dostala mnoho zásahů a byla vyřazena z boje. Duncan a Farenholt byly také vážně poškozeny. Scott zavelel k ústupu krátce po půlnoci. I když se Američané obrátili na ústup, vrátili Japoncům debakl u ostrova Savo. Japonci v bitvě přišli o 1 křižník, 3 torpédoborce (Fubuki + Murakumo a Nacugumo z konvoje) a o více než 550 mužů.